# Nậm Lạnh
Nậm Lạnh est une commune rurale, située dans le district de Sốp Cộp (province de Sơn La, Viêt Nam).

## Géographie
Nậm Lạnh a une superficie de 156,81 km².

## Histoire
La commune a été créée en 1978.

## Politique
Le code administratif de la commune est 04237.

## Démographie
En 1999, la commune comptait 2 220 habitants.

## Sources
- (vi) Cet article est partiellement ou en totalité issu de l’article de Wikipédia en vietnamien intitulé « Nậm Lạnh » (voir la liste des auteurs).